# The Duke of Burgundy
The Duke of Burgundy és una pel·lícula romàntica britànica de 2014 escrita i dirigida per Peter Strickland, i protagonitzat per Sidse Babett Knudsen com Cynthia i Chiara D'Anna com Evelyn. Ha estat subtitulada en català.
La pel·lícula es va projectar a diversos festivals de cinema, com ara el Festival Internacional de Cinema de Toronto, el BFI London Film Festival i el Festival Internacional de Cinema de Rotterdam, amb crítiques positives.Segons Strickland, la pel·lícula va estar influenciada pel cineasta espanyol Jesús Franco, inclòs amb el càsting de Monica Swinn, que havia treballat amb Franco anteriorment. Aquest va ser el primer paper de Swinn al cinema en més de 30 anys (s'havia retirat el 1982).

## Argument
L'Evelyn està estudiant lepidopterologia amb la Cynthia, qui sovint dóna conferències sobre els seus estudis. L'Evelyn està involucrada romànticament amb Cynthia i treballa com a minyona a casa seva, on està subjecta a estrictes expectatives de comportament i alts estàndards de neteja. Quan l'Evelyn no completa les tasques a satisfacció de Cynthia, és castigada.
A mesura que la Cynthia defalleix cada cop més en el seu domini BDSM, es fa evident que l'Evelyn està orquestrant el paper de Cynthia en la relació escrivint instruccions i guions per a escenes de joc específiques, que la parella interpreta de la mateixa manera cada dia. Mentre que l'Evelyn troba que les escenes són sexualment excitants, Cynthia només les interpreta per sadollar la seva amant. Intenta complaure l'Evelyn pel seu aniversari ordenant a un fuster que construeixi un llit amb un calaix a sota perquè l'Evelyn dormi com a càstig; tanmateix, l'Evelyn no està contenta amb el temps que trigarà a produir el llit, i finalment rebutja el regal.
L'Evelyn comença a exigir que la Cynthia la tanqui en un maleter al vespre com un nou càstig. Cynthia està d'acord, però està ressentida per la nova separació física. Cynthia també es torna conscient del seu envelliment, després d'haver-se lesionat l'esquena movent el tronc al costat del llit. La relació de la parella es torna més tensa a mesura que les expectatives d'Evelyn no es compleixen. Més tard, Cynthia acusa l'Evelyn de polir les botes d'un altre professor, cosa que considera un acte de traïció. Expressa la seva infelicitat el dia de l'aniversari de l'Evelyn, quan exigeix que l'Evelyn faci el seu propi pastís d'aniversari, que la Cynthia menja mentre està reclinada amb els peus recolzats a la cara de l'Evelyn. L'Evelyn no gaudeix de l'escena i crida la seva paraula segura, pinastri, que la Cynthia ignora.
Els dos comencen a representar la mateixa escena de joc que abans, però llavors la Cynthia trenca el caràcter i comença a plorar. L'Evelyn la consola, expressant el seu amor. Més tard, es mostren les instruccions d'Evelyn sent cremades i els dos porten a terme el bagul que l'Evelyn hi hauria com a càstig. La pel·lícula acaba amb l'Evelyn davant de la casa tocant el timbre, repetint el cicle una vegada més.

## Repartiment
- Sidse Babett Knudsen com a Cynthia
- Chiara D'Anna com a Evelyn
- Monica Swinn com a Lorna
- Eugenia Caruso com a Dr. Fraxini
- Fatma Mohamed com a El fuster
- Kata Bartsch com a Dr. Lurida
- Eszter Tompa com a Dr. Viridana
- Zita Kraszkó com a Dr. Schuller

## Títol
Com que la lepidopterologia (l'estudi de les arnes i les papallones) és un tema al llarg de la pel·lícula, el títol fa referència a la papallona duc de Borgonya (Hamearis lucina), encara que ja no se'n coneix "com va rebre aquest nom en primer lloc, perdent qualsevol raonament en les boires de l'antiguitat entomològica."

## Recepció
La pel·lícula va rebre crítiques aclaparadorament positives de la crítica. El lloc web de l'Agregador de ressenyes Rotten Tomatoes va informar d'una puntuació d'aprovació del 94%, basada en 101 ressenyes, amb una puntuació mitjana de 8 sobre 10. El consens crític diu "Estilística, sensual intel·ligent, The Duke of Burgundy demostra que el cinema eròtic pot tenir una substància genuïna". A Metacritic, que assigna una ponderada puntuació mitjana, la pel·lícula té una puntuació de 87 sobre 100, la qual cosa indica "Aclamació universal" basada en 24 ressenyes.
The A.V. Club va nomenar The Duke of Burgundy la 4a millor pel·lícula de 2015 i la 34a millor pel·lícula de la dècada del 2010. L'enquesta de la crítica d'IndieWire la va nomenar tercera millor pel·lícula de l'any, i va ocupar el lloc 69 en la llista de les millors pel·lícules de la dècada d'aquesta publicació.
La partitura de la pel·lícula de Cat's Eyes també va rebre una atenció positiva.

### Premis i reconeixements
Strickland va rebre el Wouter Barendrecht Pioneering Vision Award al Festival Internacional de Cinema de Hamptons pel seu treball a la pel·lícula. La pel·lícula també va guanyar el Gran Premi del Jurat al 23è Festival de Cinema de Filadèlfia. També va obtenir una menció especial al Premi Noves Visions al XLVII Festival Internacional de Cinema Fantàstic de Catalunya.